# NANIWA
株式会社NANIWA（ナニワ）は、日本のアダルトビデオメーカー。

## 概要
インディーズ系アダルトビデオメーカーの一つで、盗撮モノの企画・製作・販売を行っている。代表的なシリーズとして「青い果実」や「青い性」がある。
SM・スカトロモノもリリースしているが、一般的には盗撮モノ専門メーカーのイメージが強い。

## 主なシリーズ
- 盗撮アングル 素人娘の隠撮部屋
- 盗撮アングル 裸の女子校生
- 新★美少女の性
- 新★青い性
- 新・少女の道草
- 少女の道草
- 青い果実
- 盗撮 隠しカメラ
- 都内雑居ビル共同トイレ
- いっぱい出してネ
- ズリネタ・ビデオレター
- MEGA-EXTREM
- ドイツSMフェチ
- フェチ大図鑑
- 超変態！！ドイツスカトロ

## 不祥事
2005年5月、2003年6月期までの3年間で2億1000万円の所得を隠し、法人税約6300万円を脱税した罪で、問屋の「なにわ書店」の社長と実姉の監査役が逮捕。取引先と共謀する等し、架空の経費を計上していた。専属の下請け会社が製作した「盗撮もの」で売り上げを伸ばし、2003年6月期の売上高はおよそ9億円だったという。
銭湯で裸を盗撮されDVD化されてアダルト書店で販売された女性が2200万円の損害賠償を求め、2009年3月27日に大阪地裁から「なにわ書店」と下請けの制作会社に対して合計660万円の支払いを命じられた。被害を訴えたのは、2002年から2003年にかけて盗撮された20代の女性。なにわ書店側の代表が企画を取り仕切り、本当の盗撮であることを知りながら制作会社と共同でDVDを制作し販売した、と裁判で認定された。